# Rue Saint-Léonard (Liège)
Pour les articles homonymes, voir Rue Saint-Léonard.
La rue Saint-Léonard, est une artère historique de Liège (Belgique) reliant la place des Déportés au quai de Coronmeuse sur la rive gauche de la Meuse. Mesurant environ 1 800 m, il s'agit de l'une des plus longues rues de la ville de Liège.

## Historique
Voie historique (sans doute depuis le VIIIe siècle) menant de Liège à Herstal, lieu de résidence de la dynastie carolingienne (Pépin de Herstal, Charles Martel, Charlemagne...), la longue rue Saint-Léonard dont le tracé n'a guère changé à travers les siècles se faufile dans la plaine fluviale à une bonne centaine de mètres au nord de la rive gauche de la Meuse. Prolongement de la Féronstrée, cette longue rue commerçante et résidentielle est aujourd'hui l'épine dorsale du quartier multiculturel de Saint-Léonard. Elle applique un sens unique de circulation automobile dans le sens Liège-Herstal.

## Architecture et patrimoine
La rue compte plus de 600 maisons et immeubles dont une trentaine est reprise à l'inventaire du patrimoine immobilier culturel de la Wallonie. Ces bâtiments ont été construits principalement au cours du XVIIIe siècle et du XIXe siècle. Il s'agit des nos 44, 46, 58, 62, 64, 66, 68, 70, 80, 82, 84, 86, 88, 114, 116, 118, 120, 122, 162, 164, 168, 184, 261, 288, 309, 329, 391, 393, 411, 427, 523, 525, 527 et 585.
Au no 535, en retrait de la voirie et au fond d'une cour pavée, se trouve le château (ou manoir) des Quatre Tourettes. Cette bâtisse aux dimensions assez modestes date de 1512. Elle fut construite en briques et calcaire sur un plan rectangulaire flanqué de tourelles rondes aux angles. Le portail d'entrée reprend l'inscription suivante : "Damoisel Alid Piete de Malle l'an mil CCCCC et XII a faiect faire cte maison". Elle était jadis entourée de douves. Le château est repris sur la liste du patrimoine immobilier classé de Liège depuis 1965.

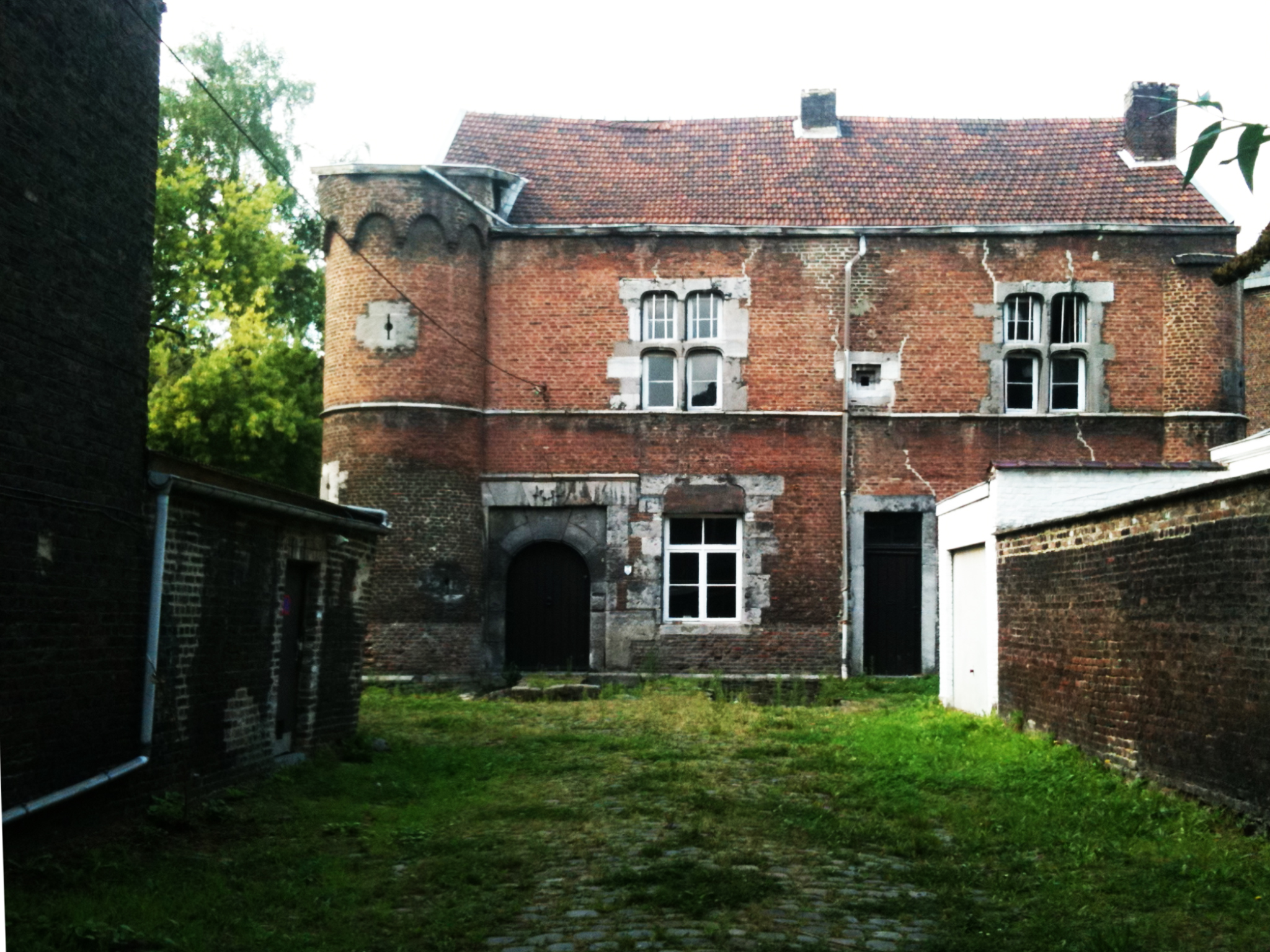
Le château des Quatre Tourettes

Au coin avec la rue Dony, l'immeuble sis au no 189 possède des éléments de style Art nouveau. L'immeuble situé au no 369 est aussi construit dans ce même style. 
La construction de l'église Sainte-Foy aurait eu lieu en 1110. Elle est attribuée à l'évêque Otbert. Elle est reconstruite en 1624 puis détruite et rebâtie en 1869. L'édifice se situe au coin de la rue du Commandant Lemarchand.

## Voiries adjacentes
- Place des Déportés
- Parc Saint-Léonard
- Rue Maghin
- Rue Lambert Grisard
- Rue de la Linière
- Rue Chéri
- Rue Marengo
- Rue des Franchimontois
- Rue Laport
- Rue Mosselman
- Rue Vieille Montagne
- Rue Goswin
- Rue Dony
- Rue Léon Troclet
- Rue des Armuriers
- Rue du Pommier
- Rue du Commandant Marchand
- Rue Defrêcheux
- Rue des Bayards
- Rue Zabay
- Rue de la Cablerie
- Rue Aux Chevaux
- Rue Adolphe Borgnet
- Rue des Mariniers
- Rue Brahy
- Rue Bailleux
- Rue Victor Raskin
- Rue du Tir
- Place Coronmeuse
- Quai de Coronmeuse

### Sources et liens externes
- Claude Warzée, « Du prieuré Saint-Léonard à la fonderie de canons », sur Histoires de Liège, 14 février 2016 (consulté le 7 août 2023)
- « Saint-Léonard : L’histoire du quartier », sur saint-leonard.be (consulté le 20 novembre 2018)